# Visselblåsare
Visselblåsare, visselpipare eller visslare, av engelskans whistleblower, är en person som slår larm om oegentligheter, ofta på sin egen arbetsplats, främst till massmedia eller kontrollorgan vid upptäckt av oegentligheter hos till exempel myndighet och företag.
Visselblåsare har exempelvis avslöjat korruption, vapensmuggling, staters avlyssning och åsiktsregistrering av den egna befolkningen, militärers mord på civila, miljöbrott och brister i omvårdnad och patientsäkerhet. Visselblåsare har ofta drabbats av kännbara konsekvenser genom att åtalas för exempelvis spionage, förtal eller – om beskyllningen är riktad mot den egna arbetsgivaren – att bli avskedad eller omplacerad. 
Begreppet kommer från att engelska poliser, för att påkalla kollegors och allmänhetens uppmärksamhet om pågående brott, en gång i tiden använde sig av visselpipor. Ordet visselblåsare finns upptaget i den 14:e upplagan av Svenska Akademiens ordlista, som gavs ut år 2015.

## Svensk lagstiftning
Den 1 januari 2017 trädde en ny svensk lag SFS 2016:749 (lagen.nu) för ökat visselblåsarskydd i kraft. Lagen innebär att varje företag eller organisation skall ha ett system eller en process för egna arbetstagare samt inhyrda konsulter att rapportera in missförhållanden och oegentligheter via. Arbetstagaren ska som huvudregel först slå larm internt, innan han eller hon larmar externt.  

## Exempel på visselblåsare
- Jeffrey Wigand mot USA:s tobaksindustri
- Paul van Buitenen mot EU-kommissionen
- Cynthia Cooper på Worldcom, och Sherron Watkins på Enron
- Mordechai Vanunu som avslöjade Israels kärnvapenprogram
- Heinrich Kieber i bankskandalen i Liechtenstein
- Peter Rost på Pfizer i den amerikanska läkemedelsindustrin
- Daniel Ellsberg som läckte dokumentsamlingen "The Pentagon Papers" om USA:s roll i Vietnamkriget.
- Chelsea Manning (före detta Bradley Manning), misstänkt för att ha överlämnat hemliga handlingar till Wikileaks.
- Sergej Magnitskij, som 2008 avslöjade korruption inom statsägda ryska företag och året efter avled i häktet.
- Edward Snowden som avslöjade amerikanska NSA:s topphemliga signalspaningsprojekt Prism.

### Sverige
- Undersköterskan Stine Christophersen blev rikskänd när hon våren 2020 avslöjade brister i vården av covidsjuka på äldreboendet Sabbatsbergsbyn i Stockholm, som Attendo drev på uppdrag av Stockholms kommun.
- Undersköterskan Sarah Wägnert rapporterade till media om missförhållanden på sin arbetsplats, äldreboendet Polhemsgården i Solna i oktober 1997. Händelsen fick till följd att Socialtjänstlagen ändrades och Lex Sarah infördes.
- Läkarna Matthias Corbascio, Thomas Fux, Karl-Henrik Grinnemo och Oscar Simonson fick Transparency International Sveriges pris "Årets visselpipa" 2016 [5] för Macchiarini-skandalen på Karolinska Institutet.
- Håkan Isacson, anställd vid Informationsbyrån (IB), som var upphovet till IB-affären och huvudkälla åt Peter Bratt och Jan Guillou.
- Anders Ahlmark, förste kartograf (fången på fyren) mot Sjöfartsverket, som mörklade att de var ansvariga för Tsesisolyckan i Södertäljeviken.
- Ingvar Bratt i Boforsaffären
- John Virapen tidigare VD på läkemedelsföretaget Eli Lilly i Sverige
- Karin Törnqvist, konsult på Göteborg Energi i muthärvan i Göteborg
- Peter Bratt och Jan Guillou som avslöjade IB-affären och avtjänade straff för spioneri